# 아비앙카 페루
아비앙카 페루(영어: Avianca Peru, 스페인어: Avianca Perú)는 페루 리마에 본사를 두고 있는 항공사로 1999년에 설립되었다. 허브 공항은 페루의 호르헤 차베스 국제공항이다.

## 보유 기종
- 2016년 12월 기준으로 아비앙카 페루는 다음과 같은 기종을 보유하고 있다.[1]